# Jure Skvarč
| 19618 Maša | 11 agosto 1999 |

Jure Skvarč (1964) è un astronomo amatoriale sloveno.
Il Minor Planet Center gli accredita la scoperta di sette asteroidi, effettuate tra il 1999 e il 2008.
Gli è stato dedicato l'asteroide 89818 Jureskvarč.